# Убийство Винсента Чина
Винсент Джен Чин (кит. трад. 陳果仁, упр. 陈果仁, пиньинь Chén Guǒrén; 18 мая 1955, провинция Гуандун, Континентальный Китай — 23 июня 1982, Хайленд-Парк, штат Мичиган, США) — американский чертёжник китайского происхождения, который был убит в результате нападения на расовой почве  двумя белыми мужчинами, Рональдом Эбенсом начальником завода Chrysler и его пасынком, уволенным работником автомобильной промышленности. Майклом Нитцем. Эбенс и Нитц напали на Чина после перепалки, которая произошла в стрип-клубе в Хайленд-Парке, штат Мичиган, где Чин отмечал с друзьями мальчишник в преддверии своей предстоящей свадьбы. На фоне высоких антияпонских настроений в Соединенных Штатах в то время, известных как «избиение японцев», они предположили, что Чин был японцем, и свидетель описал, как они нападали на него, используя анти-азиатские расовые оскорбления, и в конечном итоге избили Чина до смерти.
Хотя версии разнятся, мужчин выгнали из клуба после физической стычки. Эбенс и Нитц в конце концов нашли Чина перед «Макдоналдсом» в Хайленд-Парке. Там Нитц прижимал Чина к земле, в то время как Эбенс неоднократно бил его бейсбольной битой, пока голова Чина не раскололась. Чин был доставлен в больницу Генри Форда в Детройте, где скончался от полученных травм спустя четыре дня. На своем первом судебном процессе Эбенс и Нитц пришли к соглашению о признании вины, чтобы смягчить обвинение с убийства второй степени до непредумышленного.
Судья окружного суда округа Уэйн Чарльз Кауфман приговорил Эбенса и Нитца к трем годам условно и штрафу в размере 3000 долларов, но без тюремного заключения. Объясняя свою позицию, Кауфман сказал, что Эбенс и Нитц «были не из тех людей, которых можно отправить в тюрьму... Вы не приравниваете наказание к преступлению, вы приравниваете наказание к преступнику». Президент Детройтского совета по благосостоянию китайцев назвал мягкий приговор «лицензией на убийство стоимостью 3000 долларов», что вызвало бурю негодования среди американцев азиатского происхождения и подтолкнуло сообщество к активизму. Правозащитная группа American Citizens for Justice (ACJ) была создана в знак протеста против вынесения приговора. С тех пор это дело рассматривалось как важный поворотный момент в борьбе за гражданские права американцев азиатского происхождения и призыв к ужесточению федерального законодательства о преступлениях на почве ненависти.

## Предыстория
Винсент Чин родился 18 мая 1955 года в провинции Гуандун, Континентальный Китай. Он был единственным ребёнком Бинг Хинга «Дэвида» Чина (он же К.У. Хинг) и Лили Чин (урожденной Йи). Отец Чина получил право привезти китайскую невесту в Соединенные Штаты благодаря своей службе во время Второй мировой войны. После того, как в 1949 году у Лили случился выкидыш, и она более не могла иметь детей, пара усыновила Винсента из китайского детского дома в 1961 году.
Большую часть 1960-х годов Чин рос в Хайленд-парке. В 1971 году, после того как  пожилого Хинга ограбили, семья переехала в Ок-Парк, штат Мичиган. Винсент Чин окончил среднюю школу Ок-Парк в 1973 году, после чего продолжил обучение в Control Data Institute:58 и технологический университете имени Лоуренса. На момент своей смерти Чин работал чертежником в Effective Engineering, поставщике автомобилей, а по выходным работал официантом в ресторане «Golden Star» в Ферндейле, штат Мичиган. Он был помолвлен 28 июня 1982 года.
Во время экономического спада в начале 1980-х годов упадок автомобильной промышленности вызвал недовольство по отношению к импортным японским автомобилям в Детройте, который был центром автомобильной промышленности США. «Травля Японии» стала популярной среди политиков, таких как представитель США от штата Мичиган Джон Дингелл, который обвинил «желтых человечков» в неудачах отечественных автопроизводителей. По всей стране кампании направленные на расизм против азиатов часто сопровождались призывами потребителей «покупать американское».

## Убийство

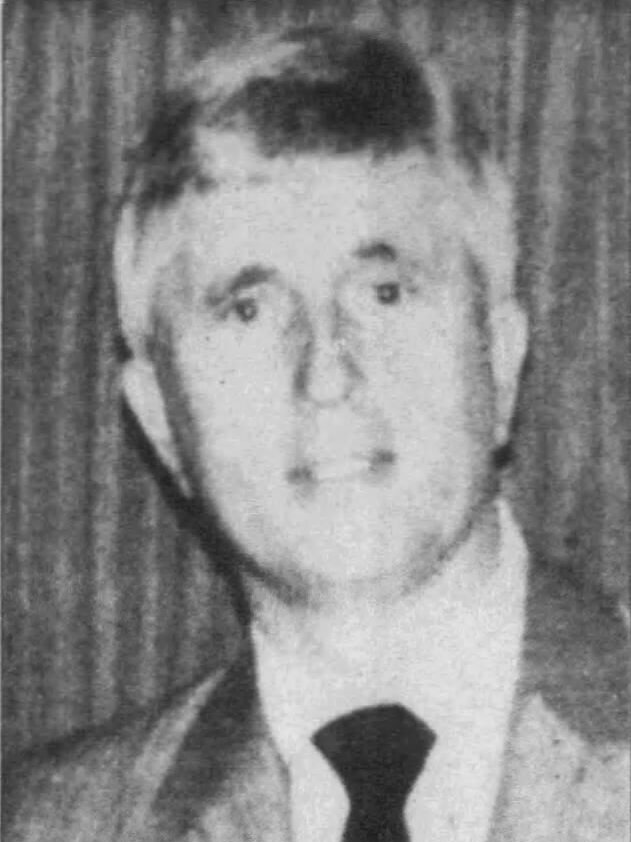
Рональд Эбенс

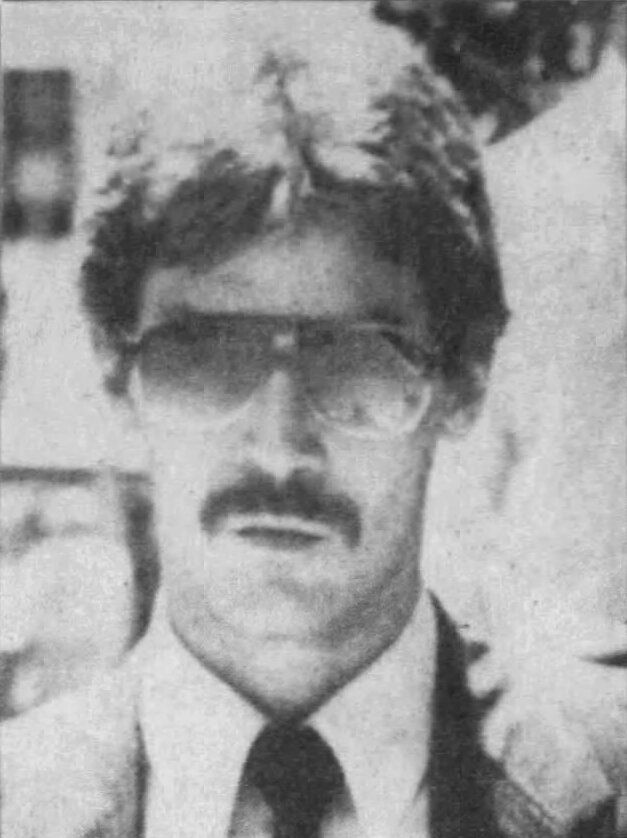
Майкл Нитц

19 июня 1982 года Чин устраивал мальчишник в клубе «Fancy Pants» в Хайленд-Парке, чтобы отпраздновать свою предстоящую свадьбу с тремя своими друзьями: Джимми Чоем, Гэри Койву и Робертом Сироски. Напротив них у сцены сидели двое белых мужчин, руководитель завода Chrysler Рональд Эбенс и его пасынок, уволенный автопроизводитель Майкл Нитц. Согласно интервью американского режиссера-документалиста Майкла Мура для Detroit Free Press, после того, как Чин дал белой стриптизерше щедрые чаевые, Эбенс крикнул: «Эй, вы, маленькие ублюдки!», – и обратился к афроамериканской танцовщице, – «Не обращай внимания на этих маленьких засранцев, они бы не узнали хорошего танцора, даже если бы увидели его впервые». Расин Колвелл, танцовщица в баре, позже засвидетельствовала, что Эбенс сказал: «Это из-за вас, маленькие ублюдки, мы остались без работы». Это заявление позже послужило основанием для судебного разбирательства по гражданским правам против Эбенса. Позже он утверждал, что спор был вызван не расовой принадлежностью Чина, а чаевыми чернокожей танцовщицы.
Эбенс утверждал, что Чин подошел к нему и Нитцу и нанес удар в челюсть. Драка обострилась, когда Нитц толкнул Чина, защищая своего отчима, а Чин нанес ответный удар. Один из танцоров сообщил, что Эбенс и Чин схватили стулья и начали швырять их друг в друга. Нитц получил порез на голове от стула, которым Эбенс намеревался ударить Чина. Чин и его друзья вышли из здания, в то время как вышибала отвел Эбенса и Нитца в туалет, чтобы промыть рану. По словам Эбенса и Нитца, один из друзей Чина, Роберт Сироски, вернулся внутрь, чтобы воспользоваться туалетом, и извинился перед группой, заявив, что Чин немного выпил в честь своего мальчишника. Эбенс и Нитц тоже выпивали в тот вечер, хотя и не в клубе, где не подавали алкоголь.
Когда Эбенс и Нитц вышли из клуба, они столкнулись с Чином и его друзьями, которые ждали Сироски снаружи. Чин назвал Эбенса «трусливым дерьмом», после чего Нитц достал бейсбольную биту из своей машины, после чего Чин и его друзья побежали по улице. Эбенс и Нитц обыскивали окрестности в течение 20-30 минут и заплатили другому мужчине 20 долларов за помощь в поисках Чина, прежде чем нашли его в соседнем ресторане «Макдоналдс». Чин попытался убежать, но Нитц удержал его, в то время как Эбенс несколько раз ударил Чина бейсбольной битой, пока у того не раскололась голова. Эбенс был арестован и взят под стражу на месте преступления двумя полицейскими вне смены, которые стали свидетелями избиения. Один из полицейских сказал, что Эбенс размахивал битой так, словно замахивался «для хоум-рана».. Майкл Гарденхайр, один из полицейских, вызвал скорую помощь. Чин был срочно доставлен в больницу Генри Форда и по прибытии находился в коматозном состоянии. Он скончался четыре дня спустя не приходя в сознание, 23 июня 1982 года; Чину было всего 27 лет.

## Судебные разбирательства

### Государственные уголовные обвинения
Эбенсу и Нитцу было предъявлено обвинение в убийстве второй степени, но они пришли к соглашению о признании вины, чтобы смягчить обвинение с убийства второй степени до непредумышленного. Окружной судья округа Уэйн Чарльз Кауфман приговорил их к трем годам условно, и каждому из них было предписано выплатить штраф в размере 3000 долларов плюс 780 долларов судебных издержек, но тюремного заключения они не получили.
Кауфман объяснил свои мягкие приговоры отсутствием у Эбенса и Нитца судимостей, их стабильностью в обществе и его мнением о том, что эти двое не причинят вреда кому-либо еще. Обосновывая свое решение, он сказал, что Эбенс и Нитц «были не из тех людей, которых можно отправить в тюрьму» и «вы не приравниваете наказание к преступлению, вы приравниваете наказание к преступнику». Кауфман утверждал, что нападение было «продолжением драки, которую мистер Чин, по-видимому, начал», и что, если бы инцидент был связан с самообороной, Эбенс и Нитц «были бы ни в чем не виноваты». Кауфман был военнопленным у Японии во время Второй мировой войны, но отрицал, что какие-либо анти-азиатские настроения повлияли на его решение.
Газета Detroit Free Press в редакционной статье утверждала, что «общее рассмотрение дела Чина выглядит тревожно небрежным», отмечая ограниченность доказательств, представленных при вынесении приговора, смягчение обвинений из-за сделки о признании вины, отсутствие на слушании прокурора, который мог бы выступить за более суровый приговор и то, что Кауфман проигнорировал рекомендацию о предварительном заключении к тюремному заключению. В редакционной статье делался вывод, что «результатом стал процесс, в результате которого жизнь Винсента Чина стала казаться дешевой, а система уголовного правосудия - бессердечной или извращенной».

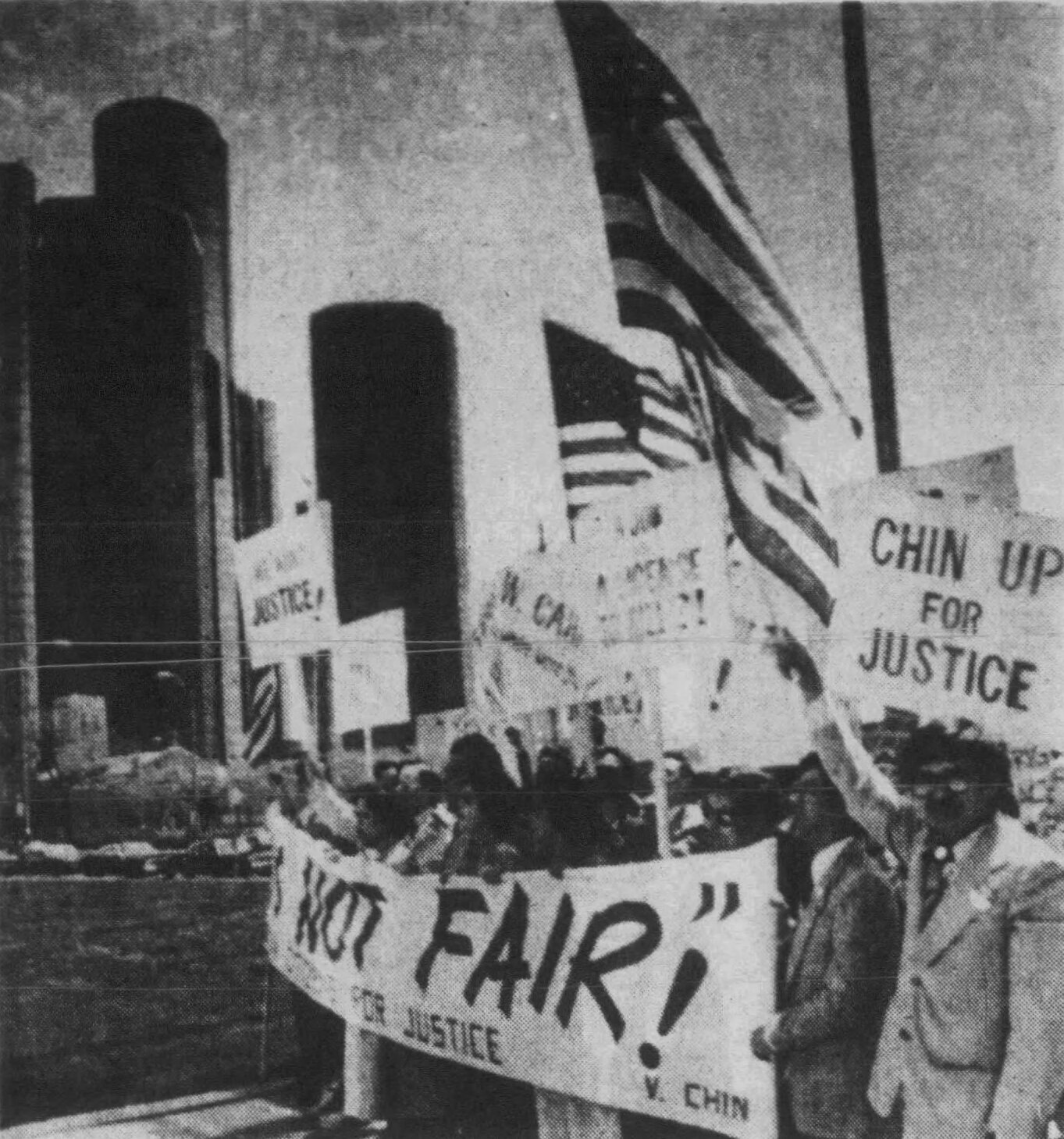
Люди маршируют у детройтского Ренессанс-центра в знак протеста против слишком мягкого приговора убийцам Чина, 9 мая 1983 года

Мягкий приговор Эбенсу и Нитцу привел в ярость сообщества американцев азиатского происхождения в районе Детройта и по всей территории США, которые расценили это как признак безразличия общества к расизму, направленному против американцев азиатского происхождения. Президент Детройтского совета по благосостоянию китайцев заявил, что приговор был приравнен к «лицензии на убийство американцев китайского происхождения стоимостью 3000 долларов». Другие люди по всей стране активизировались; в знак протеста против вынесения приговора была создана правозащитная группа «Американские граждане за справедливость» (ACJ) и начала работать над подачей апелляции в суд. ACJ быстро заручилась поддержкой различных этнических и религиозных групп, правозащитных организаций и политиков, таких как президент городского совета Детройта и конгрессмен Джон Коньерс.

### Федеральные обвинения в нарушении гражданских прав
Правительственные чиновники, политики и несколько известных юридических организаций отвергли теорию о том, что к смерти Чина следует применять закон о гражданских правах. Детройтские отделения Американского союза защиты гражданских свобод и Национальной гильдии юристов не сочли убийство Чина нарушением его гражданских прав. Поначалу ACJ был единственной организацией, которая поддерживала применение существующих законов о гражданских правах к американцам азиатского происхождения. В конце концов, национальный орган Национальной гильдии юристов поддержал ее усилия.

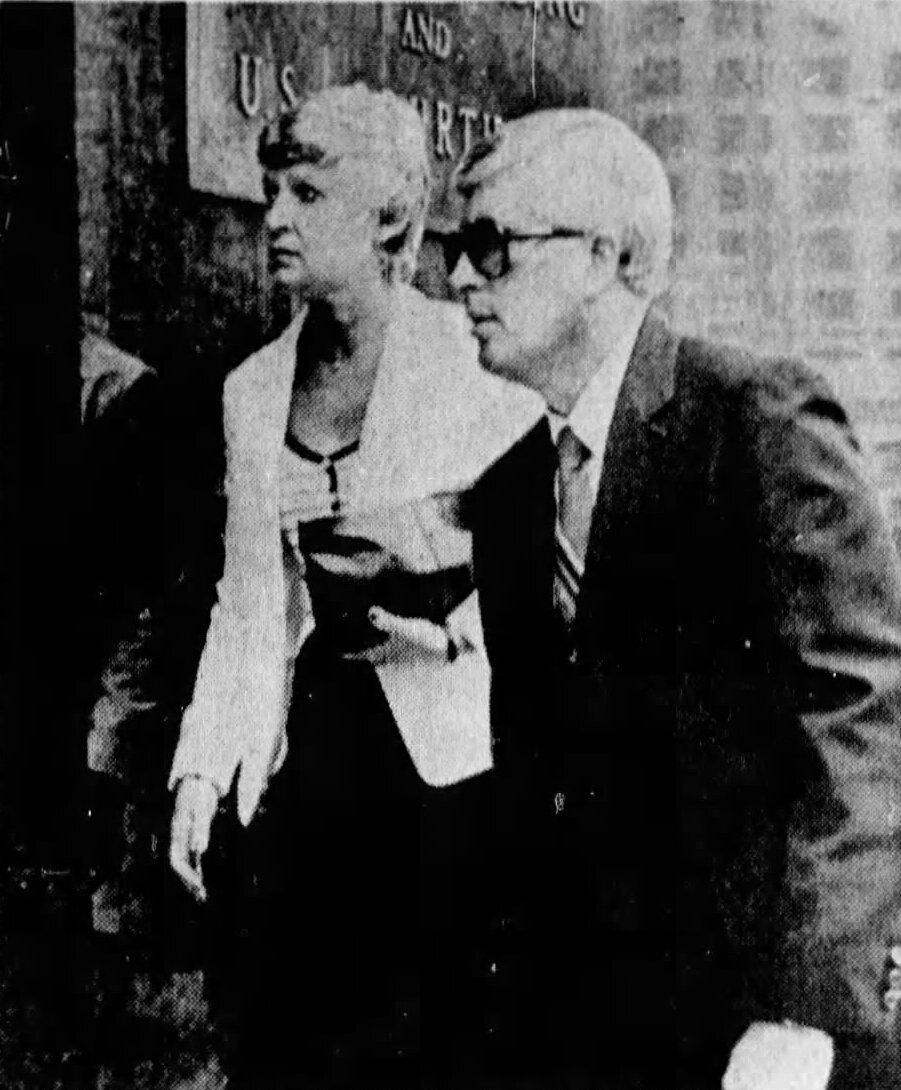
Эбенс предстал перед окружным судом Соединенных Штатов в Восточном округе Мичигана 28 июня 1984 года

Журналистка Хелен Зия и адвокат Лайза Чан возглавили борьбу за предъявление федеральных обвинений, в результате которой двум убийцам были предъявлены обвинения по двум пунктам обвинения в нарушении гражданских прав Чина в соответствии с разделом 18 Кодекса США.
В 1984 году Федеральный суд по гражданским правам признал Эванса виновным по второму пункту обвинения и приговорил его к 25 годам тюремного заключения; Нитц был оправдан по обоим пунктам. Обвинительный приговор Эбенсу был отменен в 1986 году — Федеральный апелляционный суд постановил, что адвокат организации ACJ ненадлежащим образом обучал свидетелей. Джимми Чой, друг Чина, сначала поддержал версию Эбенса об отсутствии расовой вражды и анти-азиатских эпитетов, и о том, что Чин бросил стул, который ранил Нитца, но он изменил свое заявление после встречи с адвокатом ACJ. 
После вынесения вердикта ACJ вновь призвал Министерство юстиции к пересмотру дела, которое состоялось в Цинциннати. Окружной судья Анна Диггс Тейлор объяснила, что Эбенсу не может быть предоставлено «справедливое и беспристрастное судебное разбирательство» в метрополии Детройта из-за «чрезмерной огласки», окружающей это дело. Этот судебный процесс, в котором участвовали в основном белые присяжные и мужчины, привел к тому, что Эбенс был оправдан по всем пунктам обвинения.

### Гражданские иски
Гражданский иск о незаконной смерти Чина был урегулирован во внесудебном порядке в марте 1987 года. Майклу Нитцу было предписано выплатить 50.000 долларов. Рональду Эбенсу было предписано выплачивать 1,5 миллиона долларов по 200 долларов в месяц в течение первых двух лет и 25% от его дохода или 200 долларов в месяц в дальнейшем, в зависимости от того, что было больше. Это означало прогнозируемую потерю дохода от должности инженера Чина, а также то, что Лили Чин потеряла от работы Винсента в качестве рабочего и водителя. Эбенс покинул штат и прекратил выплаты в 1989 году.
В ноябре 1989 года Эбенс вновь явился в суд на слушание дела кредитора, где подробно рассказал о своих финансовых делах и, как сообщается, пообещал погасить свой долг перед семьей Чина. Однако в 1997 году семья Чина была вынуждена возобновить гражданский иск, поскольку это разрешалось делать каждые десять лет. С учетом начисленных процентов и других платежей скорректированная общая сумма составила 4.683.653,89 доллара США. В 2015 году Эбенс добился отмены наложенного на его дом ареста.

## Последствия и наследие
Чин был похоронен на кладбище Форест-Лоун в Детройте. В сентябре 1987 года мать Чина, Лили, переехала из Ок-парка обратно в свой родной город Гуанчжоу, Китай, как сообщается, чтобы избежать напоминаний о смерти сына. В конце 2001 года она вернулась в США для прохождения медицинского лечения и скончалась 9 июня 2002 года. Незадолго до своей смерти Лили Чин учредила стипендию в память о Винсенте, которой будет управлять ACJ.. В 2010 году власти города Ферндейл, штат Мичиган, установили памятный знак на пересечении Вудворд-авеню и 9-Майл-роуд в память об убийстве Чина.

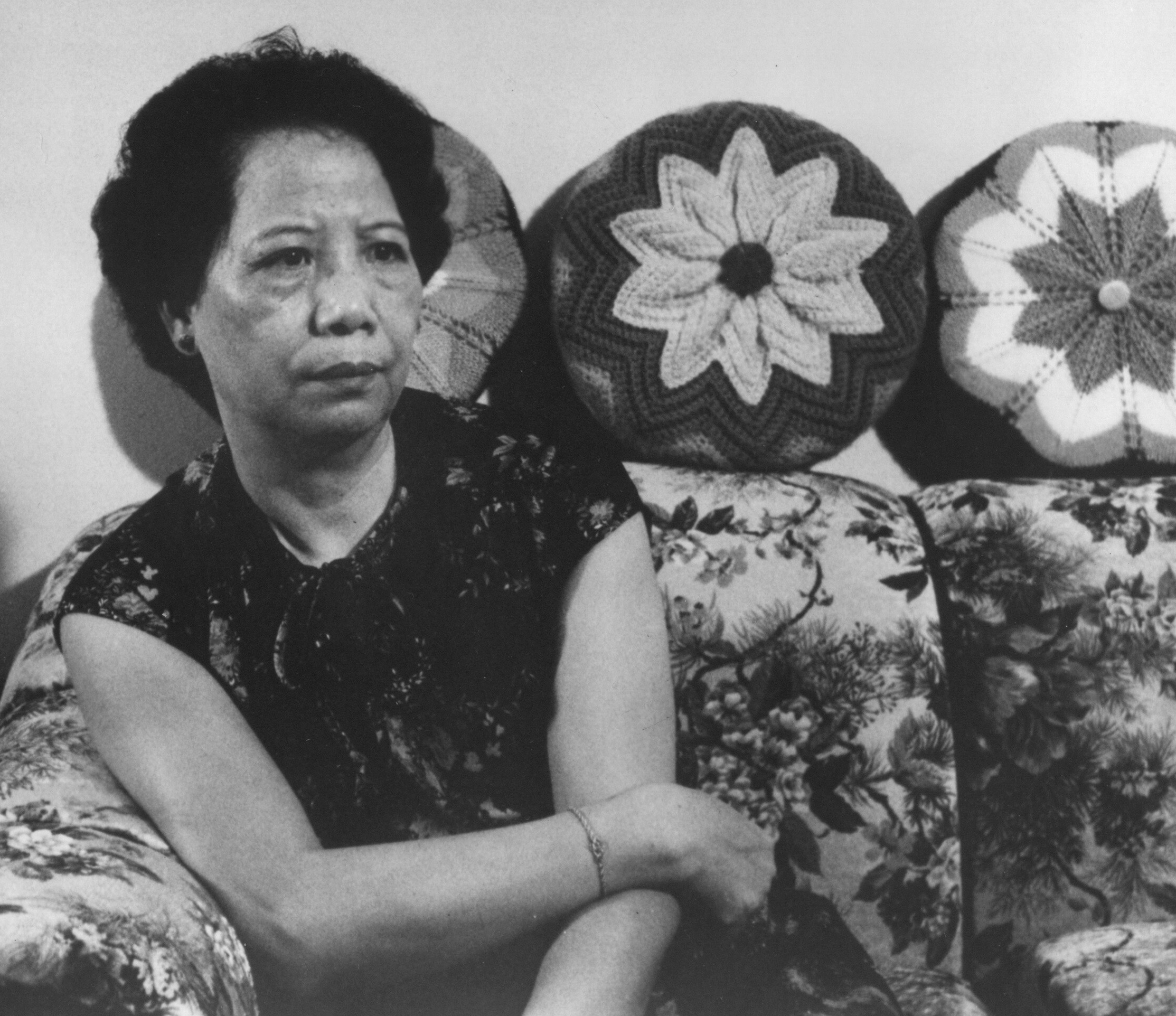
Мать Чина, Лили

Дело Чина цитировался некоторыми американцами азиатского происхождения в поддержку идеи о том, что они считаются «вечными иностранцами» в отличие от «настоящих» американцев, которые считаются полноправными гражданами. Лили Чин заявила: «Моего сына забивают, как животное, а убийца не в тюрьме. Если бы это произошло в Китае, [Эбенса и Нитца] посадили бы на электрический стул. Это свобода и демократия? Почему не все равны?» и «Что это за закон? Что это за правосудие? Это произошло потому, что мой сын китаец. Если два китайца убили белого человека, они должны отправиться в тюрьму, возможно, на всю свою жизнь [...] С этой страной что-то не так».
Многие сочли это нападение преступлением на почве ненависти, но оно произошло еще до принятия законов о преступлениях на почве ненависти в США. Социолог Меган А. Берк пишет, что убийство Чина впервые в истории США привело к созданию коалиций активистов и общему ощущению паназиатской идентичности. С тех пор это дело рассматривалось как поворотный момент в борьбе за гражданские права американцев азиатского происхождения и призыв к ужесточению федерального законодательства о преступлениях на почве ненависти.

## Документальные фильмы
- «Кто убил Винсента Чина?[англ.]» (1988), документальный фильм Рене Тадзимы[англ.] и Кристин Чой[англ.]. Номинирован на премию «Оскар» за лучший документальный полнометражный фильм 1989 года[44].
- «Винсент Кто?[англ.]» (2009), документальный фильм, написанный и спродюсированный Кертисом Чином и снятый режиссером Тони Лэмом.

## Далее к прочтению
- CAPAC Marks the 30th Anniversary of Vincent Chin's Murder (Press release). Washington, D.C.: Congressional Asian Pacific American Caucus. 2012-06-22.
- Ho, Christine. The Model Minority Awakened: The Murder of Vincent Chin - Part 1. USAsians.net (n.d.). Архивировано 11 октября 2022 года.
- Jones, Shannon. Thirty years since the murder of Vincent Chin. World Socialist Web Site (23 июня 2012).
- Perez, Tom. Remembering Vincent Chin. Washington, D.C.: Office of Public Affairs, United States Department of Justice (25 июня 2012).
- Wang, Frances Kai-Hwa (2017-06-15). Who Is Vincent Chin? The History and Relevance of a 1982 Killing. NBC News.
- Asian Americans in Michigan: Voices from the Midwest. — Detroit : Wayne State University Press, 2015. — ISBN 978-0-8143-3974-9.
- Wu, Frank H. Yellow: Race in America Beyond Black and White. — New York : Basic Books, 2002. — P. 70–71. — ISBN 978-0-465-00639-7.
- Yip, Alethea (5-13 June 1997). Remembering Vincent Chin. AsianWeek. Vol. 18, no. 43. ISSN 0195-2056. Архивировано 2007-06-02. {{cite news}}: |archive-date= / |archive-url= несоответствие временной метки; предлагается 2 июня 2007 (справка)Википедия:Обслуживание CS1 (формат даты) (ссылка)
- Yoo, Paula. From a Whisper to a Rallying Cry: The Killing of Vincent Chin and the Trial that Galvanized the Asian American Movement. — New York : Norton Young Readers, 2021. — ISBN 978-1-324-00288-8.